# Marquee Moon
Marquee Moon là album phòng thu đầu tay của ban nhạc rock Mỹ, Television, được phát hành vào tháng 2 năm 1977 bởi Elektra Records. Năm 1974, ban nhạc bắt đầu gia nhập vào đời sống âm nhạc ở New York và gây được chú ý tới nhiều hãng đĩa thu âm. Television đã thực hiện rất nhiều buổi diễn nháp trước khi thu âm album, và trước khi ký hợp đồng với Elektra, hầu hết các ca khúc của album đều đã được thu trước dưới dạng đĩa đơn trích đoạn. Trưởng nhóm Tom Verlaine là người đứng ra sản xuất album cùng kỹ thuật viên Andy Johns tại phòng thu A & R Recording vào tháng 9 năm 1976.
Với Marquee Moon, Verlaine cùng người bạn là tay guitar Richard Lloyd đã mang những hòa âm mạnh mẽ của punk rock kết hợp với cảm hứng từ đoạn chuyển, giai điệu và cả giai điệu đối âm từ rock và jazz. Ca từ của Verlaine bao gồm những hình ảnh thành thị lẫn nông thôn, bắt nguồn từ vùng Lower Manhattan, những chủ đề về tuổi thành niên và cả những ảnh hưởng từ thi ca Pháp. Verlaine cũng dùng nhiều cách chơi chữ và double entendre nhằm giúp những sáng tác của mình thêm ấn tượng.
Marquee Moon có được ngay lập tức những đánh giá vô cùng tích cực ngay từ lúc mới phát hành với thành công vang dội về mặt thương mại ở Anh, cho dù chỉ có được doanh thu rất khiêm tốn tại thị trường Mỹ. Ngày nay, album được coi là một trong những album kiệt xuất nhất của thể loại punk rock của Mỹ và là một trong những album khai sinh ra alternative rock. Chất liệu post punk mà ban nhạc sử dụng có ảnh hưởng mạnh mẽ tới những chuyển biến indie rock và new wave thập niên 1980, cùng với đó là những tay guitar nổi tiếng sau này bao gồm có John Frusciante, Will Sergeant và The Edge.

## Danh sách ca khúc
Tất cả các ca khúc được viết bởi Tom Verlaine, những sáng tác khác ghi chú bên.
| Mặt A | Mặt A          | Mặt A      |
| STT   | Nhan đề        | Thời lượng |
| ----- | -------------- | ---------- |
| 1.    | "See No Evil"  | 3:56       |
| 2.    | "Venus"        | 3:48       |
| 3.    | "Friction"     | 4:43       |
| 4.    | "Marquee Moon" | 9:58       |

| Mặt B | Mặt B                                           | Mặt B      |
| STT   | Nhan đề                                         | Thời lượng |
| ----- | ----------------------------------------------- | ---------- |
| 5.    | "Elevation"                                     | 5:08       |
| 6.    | "Guiding Light" (Tom Verlaine và Richard Lloyd) | 5:36       |
| 7.    | "Prove It"                                      | 5:04       |
| 8.    | "Torn Curtain"                                  | 7:00       |

| Bonus track CD tái bản | Bonus track CD tái bản              | Bonus track CD tái bản |
| STT                    | Nhan đề                             | Thời lượng             |
| ---------------------- | ----------------------------------- | ---------------------- |
| 9.                     | "Little Johnny Jewel (Parts 1 & 2)" | 7:09                   |
| 10.                    | "See No Evil" (alternate version)   | 4:40                   |
| 11.                    | "Friction" (alternate version)      | 4:52                   |
| 12.                    | "Marquee Moon" (alternate version)  | 10:54                  |
| 13.                    | Chưa có tiêu đề (instrumental)      | 3:22                   |

## Xếp hạng
| Bảng xếp hạng (1977) | Vị trí cao nhất |
| -------------------- | --------------- |
| Swedish Albums Chart | 23              |
| UK Albums Chart      | 28              |